# ميغيل أنخيل كاسيريس
ميغيل أنخيل كاسيريس (بالإسبانية: Miguel Cáceres)‏ هو لاعب كرة قدم باراغواياني، ولد في 6 يونيو 1978. شارك مع منتخب باراغواي لكرة القدم. أما مع النوادي، فقد لعب مع أوليمبيا أسونسيون وروزاريو سنترال ونادي بطليوس ونادي غواراني ونادي ليفانتي ونويفا شيكاجو.

## وصلات خارجية
- ميغيل أنخيل كاسيريس على موقع قاعدة بيانات كرة القدم.إي يو (الإنجليزية)
- ميغيل أنخيل كاسيريس على موقع ناشيونال فوتبول تيمز (الإنجليزية)